# Norbert Pétry
Pour les articles homonymes, voir Pétry.
Norbert Pétry est un organiste français. Concertiste, spécialiste des répertoires Renaissance et Baroque, il enseigne au Conservatoire à rayonnement régional de Metz jusqu'en juin 2012 et est titulaire des orgues de la Cathédrale de Metz jusqu'en octobre 2020.

## Biographie
Passionné par l'orgue depuis sa plus tendre enfance, Norbert Pétry donne son premier office à l'orgue à l'âge de 12 ans comme il l'explique : « J’ai remplacé l’organiste, je connaissais tout par cœur à force d’écouter. ».   
Il étudie l’orgue à Metz avec Marcel Mercier et Louis Thiry. Il passe ensuite un diplôme d'orgue et d'improvisation dans la classe de Rolande Falcinelli, au Conservatoire National Supérieur de Paris. 
Entre 1981 et 2020, Norbert Pétry est organiste titulaire des orgues de la Cathédrale de Metz, notamment de l'orgue du Triforium en nid d'hirondelle,,. 
Pendant plus de vingt ans, il est aussi professeur d’orgue au conservatoire à rayonnement régional de Metz, spécialiste des répertoires Renaissance et Baroque.

## Filiation artistique
Parmi les anciens élèves de Norbert Pétry, on peut citer François Ménissier, professeur d'orgue au conservatoire à rayonnement régional de Rouen, Anne-Catherine Bucher, concertiste et professeur de clavecin au Conservatoire à rayonnement régional de Metz, Vincent Bernhardt, son successeur en ce conservatoire, et Thierry Ferré, son successeur à la cathédrale de Metz.

## Discographie
- 1991 : Gloses et variations (K617) à l'orgue Garnier (1981) du triforium de la  cathédrale de Metz[5],[6]
- 1994 : Coffret 5 CD Orgues de Moselle CD1, plages 5 à 9, Frescobaldi, Valente et Roberday à l'orgue Gaston Kern de Lambach (K617007)[6]
- 1995 : J.S. Bach : Orgelbüchlein à l'orgue Aubertin de Sarralbe (K617004)[6]
- 1997 : Les Maîtres du Baroque, Buxtehude, Bach et Muffat à l'orgue Aubertin du collège de Bitche, EMA9504[6]